# Every Man for Himself
"Every Man for Himself" er det fjerde afsnit af tredje sæson af Lost. Det blev udsendt for første gang den 25. oktober 2006, hvormed det enoghalvtredsindstyvende afsnit af serien var udsendt. Afsnittet blev skrevet af Edward Kitsis og Adam Horowitz og instrueret af Stephen Williams. Karakteren James "Sawyer" Ford vises i afsnittets flashback. Da afsnittet først blev udsendt blev det set af 17.087 millioner amerikanske seere.

## Plot
I flashbacks er Sawyer i fængsel, hvor han prøver at hjælpe Munson, en mand der har gemt ti millioner dollars. Han advarer Munson om, at fængselsinspektøren prøver at franarre ham hans penge. Til sidst sikrer Munson, der frygter at sin kone vil finde pengenes placering, Sawyers hjælp til at omlokalisere gemmestedet. Sawyer afslører dernæst denne information til fængselsinspektøren til bytte for en reduseretstraf og en del af pengene, som han sætter i banken for Clementine Phillips, en baby som Cassidy har fortalt ham, er hans datter. Fængselsinspektøren lykønsker sarkastisk Sawyer med at lyve og snyde sig ud af fængslet.
Afsnittet begynder med at Desmond tilbyder at ordne Claires tag, men afbrydes af Charlie. Juliet taler igen med Jack, og da han stiller spørgsmålstegn ved De Andres' hierarki, insisterer Juliet på at hun ikke vil modtage ordre fra Ben, men Ben afbryder hurtigt samtalen og gener Juliet væk. Udenfor ser Kate og Sawyer på mens the Others bærer en kritisk skadet Colleen, som er blevet skudt af Sun natten forinden. Sawyer indser at skaden var blevet tilvejebragt af nogle i lejren. Sawyer udtænker derfor en plan for at bryde ud af buret; han bruger vanddispenseren  til at danne en pyt lige uden for burets dør og har til hensigt at dræbe en off-guard Pickett med stød. Dog overhører Ben ham via overvågning og afbryder elektriciteten før han besøger ham. Da Sawyer forsøger at udføre sin plan, slår Ben ham bevidstløs og får ham båret ind i Hydra-stationen.
Sawyer vågner og finder sig selv bundet til et bord, hvor Ben , Tom og to andre af De Andre våger over ham. Sawyer bliver kneblet før en af the Orhers stikker en stor kanyle ind i hans bryst via sternum. Tilbage i hans celle hører Jack Sawyers skrig via samtaleanlægget. Sawyer vågner endnu en gang og opdager mærket på sit bryst. Ben kommer ind bærende på en kanin i et bur; han ryster den energisk, hvilket får kaninen til pludseligt af kollapse, formodentlig død. Den informerer Sawyer om at de har indsat en pacemaker i ham, således at hjertet eksploderer ifald hjerterytmen når 140. Ben truer med at implantere en i Kate, hvis Sawyer fortæller hende om sin prøvelse. I mellemtiden er Juliet vendt tilbage til Jack og beder ham om hjælp til at operere Colleen. Han bliver tildækket med en hætte og bliver eskorteret udenfor; en høj alarm forhindrer Jack i at høre Kate og Sawyer.
Efter at være ankommet til operationsstuen skænder Ben på Juliet for at hidbringe Jack, men han minder ham om, at han er læge. Jack bemærker nogle røntgenbilleder, men Juliet informerer ham om, at det ikke er af Colleen. Da Danny bliver eskorteret ud af rummet fortsætter jack og Juliet operationen. Juliet indrømmer over for Jack, at hun blot er en fertilitetslæge, men tager stadig ordrer fra ham. Colleen får hjertestop, men defibrillatoren er i stykker; Jack prøver at give CPR, men til sidst erklærer han dødens indtræden. Danny, der er klar over at de overlevende fra Oceanic Flight 815 er ansvarlige, lader sin vrede gå ud over Sawyer, som afstår fra at kæmpe imod. Kate beder ham inderligt om at stoppe; Danny stopper først sin kamp efter Kate tilstår at hun elsker Sawyer. Jack efterlades i håndjern; da Juliet kommer ind informerer Jack hende om at der ikke var noget de kunne have gjort for at rede Colleen. Han spørger derefter til røntgenbillederne, som han ved tilhører en fyrreårig mand med en tumor i rygmarven.
Kate bemærker en åbning i sit bur og det lykkes hende at kravle igennem. Hun prøver at befri Sawyer, men han afstår bittert. Kate vender tilbage til sit bur, idet hun insisterer på ikke at forlade ham, og fortæller Sawyer at løj om at elske ham så Danny ville stoppe med at gøre ham ondt. Næste dag tager Ben Sawyer med på en gåtur. Sawyer erfarer, at han ikke har nogen pacemaker indopereret; det var blot et forsøg på at forhindre Sawyer i at flygte, og viser ham den samme kanin fra dagen før. Den havde blot fået et beroligende middel og var altså ikke blevet dræbt. Ben afslører over for Sawyer, at de er på en fuldstændig anden ø, en der er omkring dobbeltstørrelse af Alcatraz og overvåger hovedøen; flugt er umulig. Efter at have spurgt hvorfor han var blevet narret, fortæller Ben Sawyer at for at få en fupmagers respekt må man fuppe dem selv.
Imens lader Desmond til at være ivrig efter at flytte Claire og Aaron ud af deres hytte ved at tilbyde at reparere deres tag. Efter de afslår bygger han en lynafleder uden for deres hytte med hjælp fra Paulos golfklub. Desmond får Hurley til at holde vagt, idet han antyder at noget vil ske. Øjeblikket efter trækker det op til storm, hvilket vækker Claires baby, hvorefter et lyn rammer golfklubben i stedet for Claires hytte. Igen lader det til at Desmond har set et blik af fremtiden.